# Gilling
Gilling is in de Noordse mythologie een Jötun, vader van Suttung. Hij werd samen met zijn vrouw omgebracht door de dwergenbroers Fjalar en Galar.
Suttung zocht zijn ouders en bedreigde Fjalar en Galar. Die boden hem toen de magische mede aan, die hij meteen meenam en verborg in het midden van een berg.